# Eleftheria terrae
Az Eleftheria terrae 2014-ben felfedezett Gram-negatív baktérium. Neve ideiglenes név, mivel csak 2014-ben fedezték fel, és továbbra is aktívan tanulmányozzák. Felismerték, hogy egy korábban ismeretlen antibiotikumot, teixobaktint termel. Felfedezése az antibiotikumok új korát jelentheti, mivel a teixobaktin az első új antibiotikumcsoport az 1980-as évek óta. Korábbi kutatások szerint a nem tenyészthető baktériumok, például az E. terrae hasznosak lehetnek az új antimikrobiális anyagok fejlesztésében.

## Felfedezés
2015-ös becslések szerint a baktériumfajok 99%-a tenyésztetlen és más módszert, például izolációs chipet (iChip) igényel izolálásához. Az E. terrae ilyen baktérium, melyet „mikrobiális sötét anyagnak” neveznek, és új módszerekkel szaporítják. A Novobiotic Pharmaceuticals L. Ling vezette csoportja 2014 őszén fedezte fel Maine-ben egy mezőben az Északkeleti Egyetem által fejlesztett iChipet használva. Ez 192 lyukú kis műanyag téglatest. A lyukak tenyésztéshez használt közeggel vannak feltöltve, bennük úgy felhígított talajjal, hogy lyukanként 1 baktérium van. A baktérium lyukakba juttatása után az iChipet kétoldalt szemipermeábilis membránnal fedték le, és az eredeti talajt tartalmazó dobozba került. Ezek lehetővé teszik a talaj tápanyagai és növekedési faktorai diffúzióját, és csak egy faj növekedését teszik lehetővé. Ling et al. közel 10 000 iChip-izolátumot tanulmányozott lehetséges antimikrobiális aktivitásra, és az E. terrae ígéretesnek bizonyult. E technológiával további antibiotikumok fedezhetők fel korábban tenyészthetetlennek tűnő mikroorganizmusok szaporításával.

## Jellemzők
Számos új antibiotikumot, például teixobaktint és klovibaktint termelő Gram-negatív baktérium. Számos körülmény közt növekszik és termel antibiotikumot, de a számára optimális körülményeket az R4 fermentációs keverék adja. Ez egy liter dezionizált vízre 10 g glükózt, 1 g élesztőextraktumot, 0,1 g kazaminosavat, 3 g prolint, 10 g MgCl2·6H2O-ot, 4 g CaCl2·2H2O-ot, 0,2 g K2SO4-ot, 5,6 g szabad TES-t tartalmaz 7-es pH mellett. Anyagcseréjét és ökológiáját nem dokumentálták részletesen.

## Filogenetika
A Betaproteobacteria osztályba tartozik. Genomjának szekvenálása után derült ki, hogy korábban ismeretlen nemzetség tagja az Aquabacteriumhoz hasonló genetikai szerkezettel 16S riboszomális RNS-e és DNS–DNS-hibridizációja számítógépes elemzése alapján. Az Aquabacterium nemzetség és annak közeli rokon tagjainak antibiotikum-termelése nem volt ismert az E. terrae felfedezéséig.

## Genomika
Ling et al. az E. terrae genomját szekvenálták, hosszát 6,6 Mbp-ra becsülték a TUCF Genomics által készített futószalaggal. A genomvázlat összerakása után az adenilációs doménekkel közeli rokon szekvenciákat vizsgáltak. A teixobaktin-bioszintézis enzimjeit kódoló folytonos szekvenciákat kézzel szerkesztették és rendezték. Ez lehetővé tették más külön összerakott szekvenciák kombinálását. A hiányokat PCR és Sanger-szekvenálás útján fejlesztett szakaszokkal pótolták, és a sokszorosításhoz használt primerekkel zárták.

## Antibiotikum-termelés

### Teixobaktin
Az E. terrae teixobaktin-termelése fontos, mivel 2015-ös kutatások kimutatták, hogy a legtöbb antibiotikumtól eltérően máshogy köt, megnehezítve a baktériumoknak a rezisztencia kialakulását. Ling et al. kísérletei kimutatták, hogy a teixobaktin képes a baktériumsejtfalak részét alkotó peptidoglikán lipid prekurzoraihoz kötni. Az eredmények nem mutattak teixobaktin-rezisztenciát a tanulmányozott baktériumokban, beleértve a Staphylococcus aureust és a Mycobacterium tuberculosist. Ezek alapján a teixobaktin célpontja nem fehérje, ami alapján a baktériumok teixobaktinrezisztencia-fejlődése kevésbé valószínű. E kísérletek kimutatták azt is, hogy a teixobaktin hatásmechanizmusa hasonló a lipid II-höz kötő vankomicinhez, de vele szemben a vankomicinrezisztens baktériumok módosult lipid II-molekulájához is kötni tud. A teixobactin peptidoglikánbioszintézis-gátlását magyarázza a peptidoglikán-bioszintézisben fontos undekaprenil-N-acetilmuraminsav-pentapeptid felhalmozódása. Ezek alapján a teixobaktin képes a peptidoglikán-szintézis gátlására a lipid I-hez, II-höz és az undekaprenil-pirofoszfáthoz kötve. Ezenkívül kifejezetten a peptidoglikán-prekurzorokhoz köt, nem az enzimaktivitást blokkolja.

### Klovibaktin
2023 januárjában fedezték fel a klovibaktint egy akkor ismeretlen, az E. terraehez közelinek feltételezett baktériumban, és ideiglenesen Novo29-nek nevezték el. Ez a 11 aminosavból álló teixobaktinnal ellentétben 8 aminosavból áll. 2023 szeptemberében kiderült, hogy az E. terrae ssp. carolina az a baktérium, mely előállítja ezt az antibiotikumot.

## Fordítás
Ez a szócikk részben vagy egészben  az   Eleftheria terrae című angol Wikipédia-szócikk ezen változatának fordításán alapul.  Az eredeti cikk szerkesztőit annak laptörténete sorolja fel. Ez a jelzés csupán a megfogalmazás eredetét és a szerzői jogokat jelzi, nem szolgál a cikkben szereplő információk forrásmegjelöléseként.